# 湯澤正信
湯澤 正信（ゆざわ まさのぶ、1949年 - 2015年）は、日本の建築家。建築学者。
磯崎新アトリエ所員から湯澤建築設計研究所主宰。
関東学院大学建築環境学部学部長を歴任。

## 代表作品
- 浪合学校阿智村立浪合小学校保育園・中学校、公民館(1990。日本建築学会賞作品賞）
- Ni邸(1997）
- 早川町立早川北小学校・北保育園(2001）
- 東京電機大学千葉ニュータウンキャンパス増築(2001）
- 横浜英和女学院中学高等学校(2013）
- 川崎市立御幸小学校(2009）
- 小谷村立小谷小学校(2006）
- 関東学院大学環境共生技術フロンティアセンター(大沢記念建築設備工学研究所棟、2005）
- 福島県立いわき光洋高等学校(2004）
- 関東学院大学5号館（環境棟・建築学科、2014）
- Tu邸（1981）
- Sm邸（1983） 山梨県中巨摩郡櫛形町 ㎡ 74.121 0/2-W 専用住宅
- 知的障害者更生施設みだい寮（1987）
- 小笠原幼稚園（1988）
- 高樹町地下横断歩道（1989）
- 大明社ビル（1990）
- Ka邸（1991）
- 大洋プリント福浦工場事務所（1991）
- 泉崎村立泉崎資料館（1993）
- 本牧の複合集合住宅（1994）
- 東京都大島支庁舎（1994）
- Si邸（1995）
- 近沢レース店本社屋（1996）
- 警視庁玉川警察署等々力不動前駐在所庁舎（1996）
- Ni邸（1997)
- 用賀なのはな保育園（1998）
- プロミネンス本牧（1999）
- 横浜市立本牧山頂公園レストハウス（1999）
- 東京電機大学千葉ニュータウンキャンパスクリエーションラボ棟、厚生棟増築（1999）
- 西調布駅舎（2009）
- 福島県立いわき光洋高等学校（2004）
- 横浜市立早渕中学校（2008）
- ANNEX 荒井屋（2006）
- 横浜市立十日市場小学校（2007）
- 南消防署蒔田消防出張所（2015）
- 関東学院のびのびのば園（2014）
- 学園一番街団地自走式駐車場（2013）
- 横浜市動物愛護センター（2011）
- 岡山駅西口駅前広場（2010）
- 荒井屋万國橋店（2006）
- 横須賀市立ヴェルニー公園カフェレストラン（2005）
- 上野村立上野村ふれあい館（2003）
- 重症心身障害児横浜療育医療センター 施設（2003）